# Phoenix sylvestris
Phoenix sylvestris is een soort uit de palmenfamilie (Arecaceae). De soort komt voor van het Indisch subcontinent tot in het westen van Myanmar. De palm groeit op vlaktes en in gebieden met struikgewas, tot op een hoogte van 1300 meter.